# سيف الدين سوري
سيف الدين سوري (بالفارسية: سیف الدین سوری) كان ملك من سلالة الغوريون وحكم من 1146 إلى 1149. كان ابن عز الدين حسين وخليفته.

## سيرته
لما اعتلى سيف الدين سوري العرش قسّم مملكة الغوريون بين إخوته. حصل فخر الدين مسعود على قطعة أرض قرب نهر هریرود. وبهاء الدين سام الأول حصل على غور. وشهاب الدين محمد كرنك حصل مدينة مدين. وشجاع الدين علي حصل على جرماس. وعلاء الدين حسين حصل على وجيرستان. وقطب الدين محمد حصل على ورشاد ورش حيث بنى مدينة فيروزكوه الشهيرة. ومع ذلك، تشاجر سيف فيما بعد مع شقيقه قطب، الذي لجأ إلى غزنة، وسُمم على يد السلطان الغزنوي بهرام شاه الغزنوي.
من أجل الثأر لأخيه، سار سيف نحو غزنة عام 1148، وحقق انتصارًا في معركتهُ في غزنة بينما هرب بهرام إلى كورام. قام بهرام بإعادة بناء جيشه، وسار عائداً إلى غزنة. وحين علم سيف بذلك فر، لكن الجيش الغزنوي لحق به واندلعت معركة في سانغ إي سوراك. انتهت بأسر كل من سيف ومجد الدين الموسوي ثم صُلبا في وقت لاحق في بول ياك طاق. بعد وفاته خلفه أخوه بهاء الدين سام الأول.